# حصار ثيوداد رودريغو (1810)
وقع حصار ثيوداد رودريغو في مقاطعة شلمنقة الإسبانيَّة، واستولى فيه المارشال الفرنسي ميشيل نيي على المدينة المحصَّنة التي كانت واقعة تحت سيطرة المشير أندريس بيريز ديراستي بتاريخ 10 يوليو عام 1810، وذلك بعد حصار بدأ في يوم 26 أبريل. شكَّل الفيلق السادس الواقع تحت أمرة نيي جزءًا من جيش فرنسي أكبر بلغ قوامه 65 ألف رجل بقيادة المارشال أندريه ماسينا، والذي عقد عزمه على شن غزو عسكري فرنسي ثالث على البرتغال.

## الخلفية
بدأت الحملة البرتغالية الثالثة مع إقامة خطوط دفاع توريس فيدراس وحصار ثيوداد رودريغو.

## القوات
جمع الفيلق السادس الواقع تحت أمرة نيي كلًا من الفرقة الأولى بقيادة جان غابرييل مارشان (6,500 جندي)، والفرقة الثانية بقيادة جوليان أوغستان جوزيف ميرميه (7,400 جندي)، والفرقة الثالثة لويس لويسون (6,600 جندي)، وكتيبة فرقة الفرسان الخفيفة التابعة لأوغست لاموت (900 جندي)، وفرقة الدروجون المرتبطة بتشارلز جاردان (1,300 جندي) وستين مدفعًا.
كان تحت أمرة المشير ديراستي ثلاثة كتائب من القوات النظاميَّة التابعة لأفواج مشاة آبلة وشقوبية وميورقة الأول، وثلاثمئة وخمسة وسبعين من جند المدفعية، وستين جندي هندسة. عززت هذه القوات بثلاث كتائب من المتطوعين الذين جاؤوا من ثيوداد رودريغو وكتيبة حرس حضري واحدة.

## النتائج
واصلت الحملة البرتغاليَّة الثالثة تقدمها بالتوازي مع تقدم القوات الفرنسيَّة، ولاحقوا أفول القوات البريطانيَّة المنسحبة، وهو ما أدى إلى اندلاع معركة كوا. بدأ حصار المائدة وانتهى فجأة على إثر انفجار في مستودع الذخائر الخاص بالحصن في يوم 26 أغسطس. تمكن الفرنسيون من متابعة زحفهم نحو لشبونة بعدما أزالوا جميع العقبات من طريقهم.
دارت معركة بوساكو -وهي معركة دفاعية- والتي ألحقت الهزيمة النكراء بالفرنسيين قبل أن ينسحب البريطانيون والبرتغاليون إلى خطوط توريس فيدراس الدفاعية التي انتهي منها بالتزامن مع وصول القوات. أريد من الخطوط تمكين الدفاع عن لشبونة بنجاح وتجنب إخلاء بريطاني لشبه الجزيرة، مثلما حدث بعد معركة قرجيطة في شهر يناير من عام 1809.
أدى التأخر في السيطرة على ثيوداد رودريغو إلى إلى إفساح المجال لاستكمال خطوط دفاع توريس فيدراس وساهم بشكل كبير في انتصار الحلفاء في حرب شبه الجزيرة.
وقع حصار ثاني على ثيوداد رودريغو في شهر يناير من عام 1812. وقع الفرنسيون في هذه المرة تحت الحصار، وخسروا المدينة بعد حصار دام أسبوعين من الزمن.